# علم التوزع الأحيائي

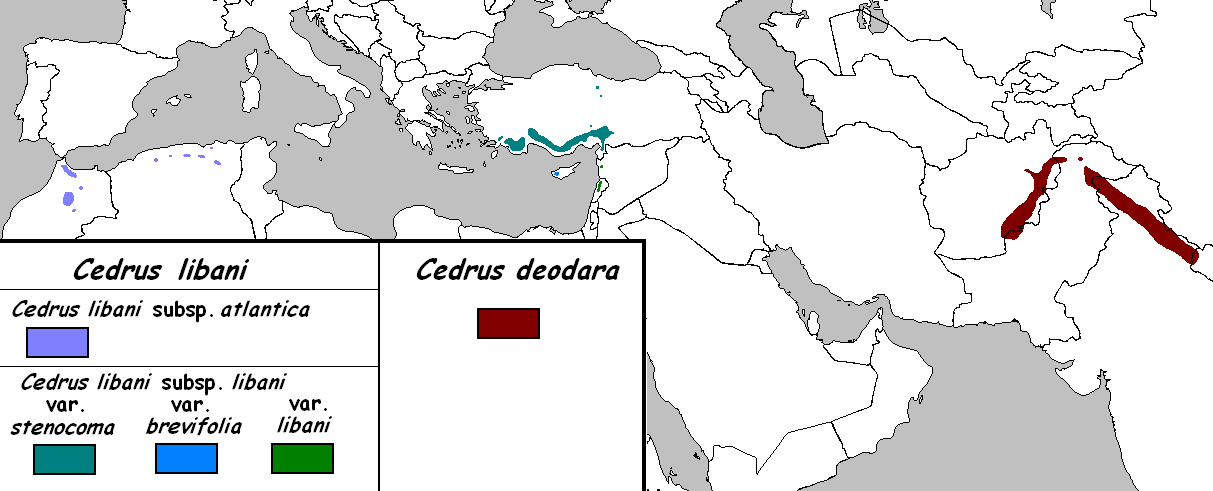
خريطة توزيع نوعين من شجرة الأرز.

علم التوزع الأحيائي أو علم التوزيع الأحيائي (بالإنجليزية: Chorology) يمكن أن يعني: 
- دراسة العلاقات السببية بين الظواهر الجغرافية التي تحدث داخل منطقة معينة.
- دراسة التوزيع المكاني للكائنات الحية (الجغرافيا الحيوية).

في الجغرافيا، استخدم مصطلح لأول مرة بواسطة سترابو. في القرن العشرين، عمل ريتشارد هارتشورن على هذه الفكرة مرة أخرى. شاع المصطلح بواسطة فرديناند فون ريشتهوفن .
- Khôra